# 鈴平裕
鈴平裕（日语：、1978年1月17日—），另譯「鈴平廣」或「鈴平緋絽」，是日本女性插畫家、漫畫家及遊戲原畫家，現住東京都。

## 簡歷
中学時受同學西又葵影響，一起進行同人社團「HEART WORK」（ハートワーク）活動。1996年，漫畫處女作單行本《儀式〜RITUAL〜》出版。
之後與西又加入BasiL，在2000年以『Bless 〜close your eyes, open your mind.〜』為原画家出道作，亦以名義分擔編寫該劇本。
『Bless』發售後離開BasiL成為自由身，於2001年從事角色「木下貴子」的原画而受人矚目，翌年拔擢為的主原画。
2003年，海原零出道作《銀盤萬花筒》起用為插畫、開啟插畫家生涯。同年，西又葵等人設立Navel邀請入社。2004年，Navel出道作『SHUFFLE!』大受歡迎。
2007年2月23日，以身體不佳為由離開Navel，二度恢復自由身至今。
2009年，應第13屆開拓動漫祭邀請，來到台灣。

## 作品列表

### 成人遊戲原畫
- Bless ～close your eyes, open your mind.～
- （F&C）
- （F&C）
- SHUFFLE!（Navel）
- （F&C）
- Canvas2 Fan Disc INNOCENT COLORS（F&C。桌布寄稿）
- Soul Link（Navel）
- Tick! Tack!（Navel）
- （F&C。桌布寄稿）
- Really? Really!（Navel）
- （Navel/Lime）
- （Lass、喫茶店制服設計）
- （Sphere）
- （Sphere）
- Berry's（Sphere）
- Stellar☆Theater（Rosebleu）
- Stellar☆Theater encore（Rosebleu）
- （Navel）
- （Navel）
- （Navel）
- （HOOKSOFT）
- Traveling Stars（HOOKSOFT）
- （Navel）
- （Navel）
- （Navel）
- （Navel）
- （Citrus）
- （Navel）
- （戯画）
- Princess×Princess（Navel）
- （戯画）

### 一般遊戲原畫
- （NEC Interchannel）
- （NEC Interchannel）
- （KID、只有人物設計）
- SHUFFLE! ON THE STAGE（角川書店）
- Soul Link EXTENTION（NEC Interchannel）
- Really? Really! （角川書店）
- Melody of Emotion（エイチーム/携帯用リズムゲームのキャラクターデザイン）
- ファントムブレイカー（5pb.）
- ファントムブレイカー エクストラ（5pb.）

### 小說插畫
- 銀盤萬花筒
- 空罐少女

### 漫畫
- 《儀式～RITUAL～》 成人漫畫 Mediax1996年9月發售 ISBN 4-89613-312-9

## 外部連結
- 鈴平裕的X（前Twitter）